# High Crag
High Crag är en bergstopp i Storbritannien.   Den ligger i grevskapet Cumbria och riksdelen England, i den centrala delen av landet, 400 km nordväst om huvudstaden London. Toppen på High Crag är 744 meter över havet, eller 51 meter över den omgivande terrängen. Bredden vid basen är 0,75 km. High Crag ingår i Cumbrian Mountains.
Terrängen runt High Crag är huvudsakligen kuperad.Runt High Crag är det ganska tätbefolkat, med 86 invånare per kvadratkilometer. Närmaste större samhälle är Keswick, 12,8 km nordost om High Crag. Trakten runt High Crag består i huvudsak av gräsmarker.